# 农村新技术
《农村新技术》创刊于1983年，是中国大陆农业科技类月刊，编辑部位于广西壮族自治区南宁市。此刊物由广西科学技术情报研究所主办。
《农村新技术》在2018年被中华人民共和国国家新闻出版广电总局新闻报刊司评为2017年全国“百强报刊”。